# Leah Namugerwa
Leah Namugerwa (née en 2004) est une jeune militante du climat en Ouganda,. Elle est connue pour avoir mené des campagnes de plantation d'arbres et pour avoir lancé une pétition pour faire appliquer l'interdiction des sacs en plastique en Ouganda ,. Inspirée par Greta Thunberg, elle a commencé à soutenir les grèves dans les écoles en février 2019 avec ses collègues organisateurs de Fridays for Future Uganda Sadrach Nirere,. 
Namugerwa a pris la parole au Forum urbain mondial (en)en 2020  et était déléguée des jeunes à la COP25. Son oncle, Tim Mugerwa est également un éminent environnementaliste en Ouganda. 

## Activisme climatique
Namugerwa a entendu parler de Greta Thunberg et de ses grèves du vendredi en 2018. Elle a par la suite été inspirée à prendre des mesures similaires à Greta Thunberg à 13 ans, après avoir regardé un reportage local sur les glissements de terrain et les inondations dans les zones rurales du pays. Namugerwa est depuis devenue une jeune militante de la défense du climat de premier plan et membre à part entière du chapitre le plus important d'Afrique des Fridays for Future qui se déroule en Ouganda . Elle a fait équipe avec Sadrach Nirere, Hilda Flavia Nakabuye et son cousin Bob Motavu pour donner naissance aux Fridays for Future de l'Ouganda. Elle est engagée dans une grève de vendredi depuis février 2019, appelant à davantage d'actions climatiques, et elle a dirigé la rédaction d'une pétition pour faire appliquer l'interdiction des sacs en plastique . 
Leah Namugerwa a fêté ses 15 ans en plantant 200 arbres au lieu d'organiser une fête d'anniversaire, et depuis lors, elle a lancé le projet Birthday Trees, pour distribuer des plants à ceux qui souhaitent fêter leur anniversaire en plantant des arbres. Son objectif majeur est de voir l'application de la législation climatique actuelle (accord Paris 21) et d'attirer une plus grande couverture des enjeux du changement climatique. Elle a organisé des marches avec d'autres jeunes défenseurs du climat pour marquer la grève mondiale du climat le 29 novembre 2020, et la rive du lac de Ggaba Beach à Kampala a également été nettoyée pour célébrer la journée; Dorothy Nalubega, membre d'un groupe d'agriculteurs et environnementaux de femmes, était également présente. Namugerwa a constamment appelé le gouvernement ougandais à mettre pleinement en œuvre l'Accord de Paris sur le climat.

## Vidéographie
- En 2022, Leah Namugerwa apparaît dans le documentaire Sœurs de combat (aux côtés de Anuna De Wever, Adélaïde Charlier, Luisa Neubauer, Léna Lazare, Mitzi Jonelle Tan), un film sur l’engagement des jeunes en faveur du climat réalisé par Henri De Gerlache.